# Rare Earth
A Rare Earth (jelentése: ritkaföldfémek) egy amerikai együttes. A zenekar a rock és a soul műfajokat vegyíti a pszichedelikus zenével.

## Története
Az együttes 1960-ban alakult meg Detroit-ban, "The Sunliners" néven, ezt az elnevezést 1968-ig használták, amikor "Rare Earth"re változtatták a nevüket. Első nagylemezüket ugyanebben az évben adták ki a Verve Records gondozásában, majd egy évvel később, 1969-ben második stúdióalbumukat is megjelentették, ezt már a Motown Records dobta piacra. Az együttes egyike volt azon zenekaroknak, amelyek e lemezkiadó új al-kiadójához csatlakoztak. Ennek az új lemezkiadó cégnek viszont még nem volt neve, így a tagok poénból a "Rare Earth" nevet ajánlották, és a Motown végül így nevezte el a kiadót is.
A korai felállás a következő volt: Gil Bridges - szaxofon, furulya, éneklés, Peter Hoorelbeke - éneklés, dobok, John Parrish - harsona, basszusgitár, éneklés, Rod Richards - gitár, éneklés és Kenny James - 
billentyűk. 1969-ben Edward Guzman kongás csatlakozott a csoporthoz. 1970-ben harmadik nagylemezük is piacra került. 
A hetvenes években több slágerük is akadt (amelyek a The Temptations együttes dalainak feldolgozásai voltak). Különlegességként megemlítendő, hogy Gil Scott-Heron költő is megemlítette őket egyik versében. Rod Richards és Kenny James 1971-ben kiszálltak a zenekarból. A 70-es években még az "I Just Want to Celebrate" című dal volt még sláger az együttestől, amely több reklámfilmben is hallható volt Amerikában.
Az eredeti felállás mára alaposan megváltozott, már csak Gil Bridges az egyetlen eredeti tag.

## Tagok
- Gil Bridges - szaxofon, furulya, ének (1960-)
- Ray Monette - gitár, ének (1971-1976, 1977-2004, 2009-)
- Randy Burghdoff - ének, basszusgitár (1985-)
- Floyd Stokes Jr. - dobok, ének (1993-)
- Mike Bruner - billentyűk (1998-)

Ez a jelenlegi felállás.

## Diszkográfia
- Dreams/Answers (1968)
- Get Ready (1969)
- Generation (soundtrack album, 1969)
- Ecology (1970)
- One World (1971)
- Rare Earth in Concert (koncertalbum, 1971)
- Willie Remembers (1972)
- Ma (1973)
- Live in Chicago (koncertalbum, 1974)
- Back to Earth (1975)
- Midnight Lady (1976)
- Rarearth (1977)
- Band Together (1978)
- Grand Slam (1978)
- Tight and Hot (1982)
- Made in Switzerland (koncertalbum, 1989)
- Different World (1993)
- Rock'n'Roll Greats Rare Earth Live in Concert! (2004)
- A Brand New World (2008)
- Rare Earth Live (2008)